# Stethynium speciosum
Stethynium speciosum är en stekelart som beskrevs av Girault 1938. Stethynium speciosum ingår i släktet Stethynium och familjen dvärgsteklar. Inga underarter finns listade i Catalogue of Life.